# Ernst Wahner
Ernst Wahner (* 30. September 1821 in Ogen, Landkreis Grottkau, Provinz Schlesien; † 11. April 1908 in Oppeln) war ein deutscher Gymnasiallehrer. Er steht für den preußischen Katholizismus in Schlesien und in den Breslauer Corps.

## Leben
Wahner besuchte von 1835 bis 1843 das Königliche katholische Gymnasium in Neisse. Nach dem Abitur studierte er Philosophie, Geschichte, Geografie, Mathematik und Naturwissenschaften an der Schlesischen Friedrich-Wilhelms-Universität Breslau und der Königlichen Universität zu Greifswald. Er wurde Mitglied der Corps Borussia Breslau (1844) und Saxonia Breslau (1847) sowie Corpsschleifenträger der Guestfalia Greifswald (1845) und der Lusatia Breslau (1847). In Breslau zählten Gustav Adolf Harald Stenzel, Richard Roepell, Joseph Kutzen, Friedrich Haase, Karl Ernst Christoph Schneider, Peter Joseph Elvenich, Christlieb Julius Braniß, Ernst Eduard Kummer, Johann Ludwig Christian Carl Gravenhorst, Georg Friedrich Pohl und Heinrich Göppert zu seinen Lehrern. Zwischenzeitlich diente er als Einjährig-Freiwilliger im Grenadier-Regiment „König Friedrich Wilhelm II.“ (1. Schlesisches) Nr. 10. Als Unteroffizier beim 1. Bataillon des 10. Landwehr-Regiments in Breslau bestand er am 7. April das Examen pro facultate docendi. Während der fünf Monate im Großherzogtum Posen wurde er am 22. Juni wurde er durch Allerhöchste Kabinettsorder zum Offizier ernannt. Mit der Auflösung des Bataillons entlassen, trat er am 1. November am Matthias-Gymnasium das Probejahr an, von dem die zweite Hälfte erlassen wurde. Im Frühjahr 1849 wurde er in den Breslauer Straßenkämpfen eingesetzt. Nach kurzer Wiederaufnahme der Lehrtätigkeit diente er ununterbrochen bis zum 1. Mai 1850. „Auf dringende Reklamation“ entlassen, wurde er ein halbes Jahr später mit der Mobilmachung der ganzen Preußischen Armee wieder eingezogen. Am 26. März 1851 wieder entlassen, unterrichtete er an den Königlich Katholischen Gymnasien in Gleiwitz, Glogau und Oppeln. Die Friedrich-Wilhelms-Universität zu Berlin promovierte ihn 1854 mit der Dissertation „De Achaeorum foederis origine atque institutis“ zum Dr. phil.
Später wurde er zum Gymnasialprofessor ernannt. Er veröffentlichte zahlreiche Erweiterungen und Verbesserungen zu Franz Idzikowskis Oppelner Stadtchronik von 1863.

## Schriften (Auswahl)
Nach Programm Oppeln Gymnasium
- Zur Geschichte Jakob I. Königs von Großbritannien und Ireland. Nach einem Manuskript eines deutschen Zeitgenossen, 2 Teile. Oppeln 1857, 1859.
- Das Marsch-Carree in Xenophons Anabasis III. 4. 19–23. Oppeln 1865.
- Ein Beitrag zur Geschichte Oppelns aus dem polnischen Erfolgekriege (1733–1738), und noch einmal der Bolkoweg oder die Kaiserstrasse bei Oppeln. Oppeln 1870.
- Versuch einer Geschichte des Jesuiten-Collegiums bzw. Gymnasium zu Oppeln. Oppeln 1875.
- Wie die Oppelner Jesuiten in den Besitz der Parochie zu Deutsch-Piechar mit dem sogenannten Gnadenbilde gelangt sind. 1675–1678. Oppeln 1878.
- Zur Geschichte der Stadt Oppeln. In: Jahresbericht des Königlichen Katholischen Gymnasiums zu Oppeln für das Schul-Jahr 1889–90. Oppeln 1890, S. 1–12 (Google Books).
- Oppeln nach der Franzosenzeit. Vom Ende des Jahres 1808 bis zum Ende der Freiheitskriege. In:  Zeitschrift für Geschichte und Alterthum Schlesiens. Band  18, Breslau  1884, S. 107–116 (Google Books), und Band 19, 1885, S. 237–270.
- Statistische Nachrichten von der Stadt Oppeln. Von 1748–1815. In:  Zeitschrift für Geschichte und Alterthum Schlesiens. Band 30, Breslau 1896, S. 273–284 (Google Books).

## Belege
1. 1 2  Kösener Korps-Listen 1910, 29/250; 30/74; 34/7; 91/57.
2. 1 2  Kösslers Lehrerlexikon (PDF; 5,6 MB)
3. 1 2  Gren.R 11
4. ↑  Joseph Partsch: Litteratur zur Landes- und Volkskunde der Provinz Schlesien. Heft 4, Breslau 1896, S. 282  (Google Books).

| Personendaten    | Personendaten                                        |
| ---------------- | ---------------------------------------------------- |
| NAME             | Wahner, Ernst                                        |
| KURZBESCHREIBUNG | deutscher Philologe, Gymnasialprofessor und Offizier |
| GEBURTSDATUM     | 30. September 1821                                   |
| GEBURTSORT       | Ogen, Landkreis Grottkau, Provinz Schlesien          |
| STERBEDATUM      | 11. April 1908                                       |
| STERBEORT        | Oppeln, Provinz Schlesien                            |